# 中华人民共和国人民检察院检徽
中华人民共和国人民检察院是中华人民共和国人民检察院的象征和标志。检徽的基本图案由盾牌、五角星、天安门、长城、橄榄枝构成。检徽体现了国家利益在司法领域代言人的象征意义。

## 佩戴要求
《人民检察院检察制服着装管理规定》明确，检察人员应当在出席法庭、现场勘查、监督死刑、接待信访、接受采访等活动中穿着检察制服、佩戴检察徽章，不应在执行侦查任务、因私外出时着装戴徽。同时还规定了检徽在不同制服上的佩戴位置。